# Oxyopsis lobeter
Oxyopsis lobeter är en bönsyrseart som beskrevs av Rehn 1907. Oxyopsis lobeter ingår i släktet Oxyopsis och familjen Mantidae. Inga underarter finns listade i Catalogue of Life.